# František Ferdinand Šamberk
František Ferdinand Šamberk, de son vrai nom František Xaver Schamberger, né le 21 avril 1838 à Nové Město (Prague) et mort le 25 décembre 1904 à Královské Vinohrady, est un acteur, metteur en scène et dramaturge tchèque.

## Biographie
Né dans une famille nombreuse de négociants en beurre à Nové Město, il commence à apprendre le métier, mais grâce aux écrivains Karel Šimanovský (cs) et Josef Jiří Kolár (cs), il rencontre Josef Kajetán Tyl. Sous son influence, il décide de devenir acteur. Il reçoit sa formation en privé auprès de Kolár puis de Šimanovský. À l'âge de 15 ans, il commence à jouer en amateur au Théâtre Švestkov, et peu après une tentative infructueuse d'obtenir un emploi au Théâtre des États (1854), il part à la campagne rejoindre des troupes de théâtre itinérantes : d'abord chez Zöllner, dirigée par J. K. Tyl (à qui le metteur en scène septuagénaire Zöllner prête sa concession pour des représentations tchèques), puis dans diverses troupes allemandes, avec lesquelles il gagne Berlin et Královec. Il revient à Prague en 1859 et, en juillet 1860, entre dans la troupe tchèque du Théâtre des États. À partir de 1862, il joue au Théâtre provisoire, puis pour plusieurs mois à Královec, et enfin, en 1881, obtient un engagement permanent au Théâtre national de Prague.
Lors de la branche estivale du Théâtre des États Hors-les-Murs, il devient un comédien-acteur très populaire, bien qu'il ait d'abord joué des rôles de tragédiens. Il interprète également plusieurs rôles d'amoureux. Dans le même esprit, il écrit des farces, dans lesquelles il joue. Il adhère aux méthodes créatives de son professeur J. K. Tyl, ajoutant aux rôles un piquant à la mode – selon les modèles de la comédie conversationnelle française (combinaison de situations, retournements de situation surprenants). Il réagit également à l'actualité sociale de son époque. Il utilise sa connaissance de la tradition séculaire de la farce viennoise.
Il quitte le Théâtre national en 1883 et continue sa carrière avec la compagnie Švand à Smíchov et la compagnie Pištěk à Vinohrady. Cependant, il retourne au Théâtre national en 1885 et y joue jusqu'en 1901, date à laquelle il prend sa retraite. Nombre de ses pièces figurent au répertoire de nombreux théâtres et ont été diffusées à la télévision. Il meurt à l'âge de 66 ans à Královské Vinohrady et est enterré au cimetière d'Olšany.

### Vie privée
Il épouse l'actrice Julie Šamberková le 7 janvier 1866. Le couple aura trois enfants : Dagmar (décédée jeune), Egmont (journaliste et chanteur) et Vladimír Šamberk (cs) (acteur et peintre). Ils se séparent en 1876,. 

## Œuvres

### Farces
- 1866 : Boucharon
- 1867 : Blázinec v prvním poschodí
- 1868 : Svatojánská pouť
- 1870 : Sedmašedesátníci
- 1880 : Rodinná vojna
- 1881-1882 : Jedenácté přikázání (écrit en 1881, publié en 1882), adapté au cinéma en 1925 sous le titre Jedenácté přikázání par Václav Kubásek et en 1935 sous le même titre Jedenácté přikázání par Martin Frič. L'acteur Hugo Haas tient le rôle-titre dans les deux films.
- 1882 : Podskalák
- 1884 : Divadelní třída
- 1884 : Palackého třída 27 (cs)
- 1886 : Éra Kubánkova (1886), comédie en 4 actes
- 1893 : Výlet pana Broučka na výstavu, pièce narrative en 5 actes

### Autres pièces de théâtre
- 1882 : Josef Kajetán Tyl
- 1884 : Karel Havlíček Borovský, en 4 actes